# Gorybia procera
Gorybia procera är en skalbaggsart som beskrevs av Martins 1976. Gorybia procera ingår i släktet Gorybia och familjen långhorningar. Inga underarter finns listade i Catalogue of Life.